# Chavannes-les-Forts
Chavannes-les-Forts är en ort i kommunen Siviriez i kantonen Fribourg, Schweiz.  Chavannes-les-Forts var tidigare en egen kommun, men den 1 januari 2004 inkorporerades Chavannes-les-Forts i kommunen Siviriez.